# Atunis
Atunis (Adonis) war die etruskische Entsprechung des griechischen Gottes Adonis. Als seine Partnerin oder Gemahlin gilt die Göttin Turan. Ähnlich wie der griechische Adonis war auch Atunis oft mit seiner Partnerin dargestellt. Dabei wird die Göttin häufig älter als der jüngere Atunis dargestellt. Auch Atunis wird wie der griechische Adonis von einem Eber getötet, welcher den Jüngling in den Wäldern bei der Jagd anfällt und tödlich verwundet. Die ausgegrabenen Funde in Heiligtümern Turans und des Atunis lassen erkennen, dass der Kult um Turan und Atunis in Etrurien ebenso populär war wie in Athen.